# Mayken Karrebrouck
Mayken Karrebrouck (? - Brugge, 1634) was een slachtoffer van de heksenvervolging in Europa. Zij werd gefolterd en kwam in Brugge op de brandstapel terecht. Samen met Mayken Luucx en Cathelyne Verpoort, alias Calle Besems, die datzelfde jaar ook verbrand werden, zou Mayken Karrebrouck op verschillende plaatsen met duivels gedanst hebben. Zij had daarbij een zestal keren met de Vijand geboeleerd. De duivel was 'in de ghedaente van een mensche, maer zijn nature was cout ende niet als van een uprechte mensche'.